# Club Deportivo Xota Fútbol Sala
Il Club Deportivo Xota Fútbol Sala, noto per ragioni di partenariato come Club Atlético Osasuna Magna, è una società spagnola di calcio a 5 con sede a Irurtzun.

## Storia
Fondata nel 1978, la società è stata promossa nella massima serie nella stagione 1997-98, quando ottenne inoltre la coppa della ‘'Division de Plata'’. Nella massima serie il risultato migliore è stato un 5º posto nella stagione regolare, conseguito nel 2001-2002, la semifinale di Coppa di Spagna nel 2004-2005 e la finale del campionato spagnolo nel 2009-2010. Nel 2017 inizia un accordo con la società di calcio del Club Atlético Osasuna, affiancando alla propria denominazione quella di Club Atlético Osasuna Magna.